# Break It/Get Myself Back
Break It/Get Myself Back – trzydziesty czwarty singel Namie Amuro. Został wydany 28 lipca 2010 roku, w wersji CD i CD+DVD.

## Lista utworów
CD
| 1. | Break It                       | 3:19  |
|    |                                |       |
| 2. | Get Myself Back                | 4:31  |
|    |                                |       |
| 3. | Break It (Instrumental)        | 3:19  |
|    |                                |       |
| 4. | Get Myself Back (Instrumental) | 4:31  |
|    |                                |       |
|    |                                | 15:40 |
|    |                                |       |
DVD
| 1. | Break It (Teledysk)        |  |
|    |                            |  |
| 2. | Get Myself Back (Teledysk) |  |
|    |                            |  |
Bonus
| 3. | Break It (Making Video)        |  |
|    |                                |  |
| 4. | Get Myself Back (Making Video) |  |
|    |                                |  |

## Oricon
| Diagram                                                    | Pozycja |
| ---------------------------------------------------------- | ------- |
| Dzienny diagram Oricon (w pierwszym dniu sprzedaży)        | #2      |
| Tygodniowy diagram Oricon (w pierwszym tygodniu sprzedaży) | #3      |
| Miesięczny diagram Oricon (w pierwszym miesiącu sprzedaży) | #12     |
| Roczny diagram Oricon                                      | #80     |

### Pozycje wykresu Oricon
Singiel "Break It/Get Myself Back" zajął 3. miejsce w cotygodniowym wykresie Oriconu. Sprzedano w sumie 85 219 egzemplarzy, zajmując 80. miejsce w 2010 roku.

## Reklama
Piosenka "Break It" została użyta w reklamie Coca Coli Zero.